# فستان الغمد
الغِمْد أو فستان الغمد هو فستان ضيق بقصة مستقيمة، غالباً ما يُقرَض عند الخصر ويترك بلا خياطة. عند صُنع الفستان، يُربَط صدار وتنورة معاً، بدمج ثنيات التنورة في ثنية واحدة؛ مما يجعل ثنيات التنورة تُحاذي ثنية خصر الصدار. يشد الغمد على الخصر حيث أن جزء التنورة ضيق. الغمد يمكن أن يكون بأنماط وأطوال عديدة، إلا أنه غالباً ما يرتدى بأكمام قصيرة وطوله يصل للركبة.

## معرض صور

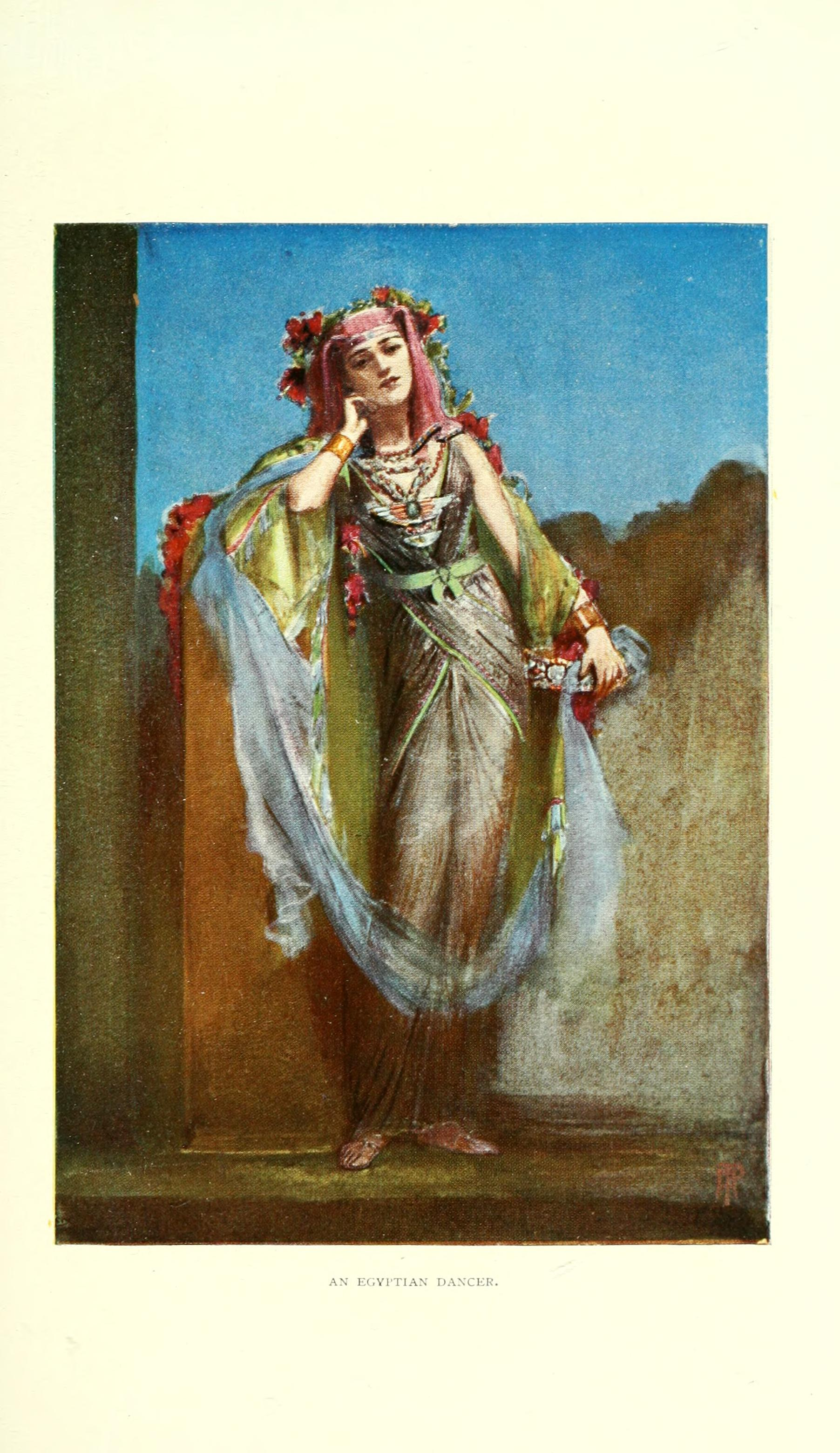
لوحة لراقصة مصرية.
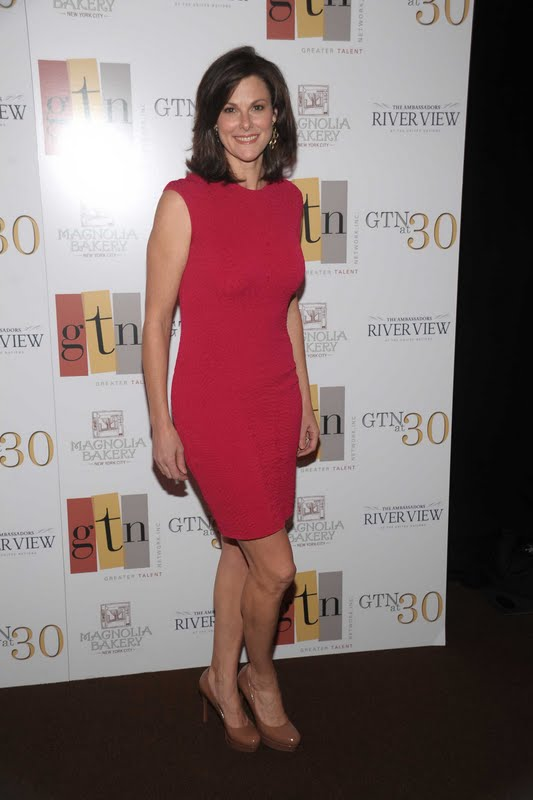

## طالع المزيد
- فستان كوكتيل